# 弗农 (佛罗里达州)
弗农（英語：Vernon），是美国佛罗里达州華盛頓縣下属的一座城市。建立于1926年。面积约为12.2平方公里（约合4.7平方英里）。根据2010年美国人口普查，该市有人口743人。论人口在本州排行第347。